# República Dominicana nos Jogos Pan-Americanos de 1955
A República Dominicana competiu nos Jogos Pan-Americanos de 1955 na Cidade do México de 12  a 16 de março de 1955. Conquistou duas medalhas nesta edição.